# Thomas Dawes (Politiker)

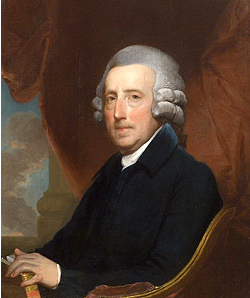
Thomas Dawes (Porträt von Gilbert Stuart, ca. 1806)

Thomas Dawes (* 5. August 1731 in Boston, Province of Massachusetts Bay; † 2. Januar 1809 ebenda) war ein US-amerikanischer Militär, Architekt und Politiker.

## Leben
Dawes arbeitete ursprünglich als Mechaniker und als Maurer. Er diente zwischen 1773 und 1778 im Range eines Obersts im Bostoner Regiment im Amerikanischen Unabhängigkeitskrieg und machte sich um die politische Entwicklung von Massachusetts verdient. Er gehörte mehrfach einer der beiden Kammern des Massachusetts General Court und der Stadtversammlung von Boston an, der er mehrfach auch vorstand. Als Architekt beziehungsweise Baumeister war er an Faneuil Hall, dem Shirley-Eustis House, dem Massachusetts State House und verschiedenen Gebäuden der Harvard University beteiligt.
1784 wurde Dawes in die American Academy of Arts and Sciences gewählt.
Nach dem Tod von Increase Sumner, dem Gouverneur von Massachusetts, am 7. Juni 1799 und dem Tod von Vizegouverneur Moses Gill am 20. Mai 1800 übernahm Dawes als Vorsitzender des Governor’s Council (vergleiche Kolonialregierungen in den dreizehn Kolonien#Governor’s Council) für zehn Tage die Führung des Bundesstaates, bevor am 30. Mai 1800 Caleb Strong Gouverneur wurde.
Sein Sohn Thomas Dawes (1757–1825) war Richter und gehörte sowohl den verfassungsgebenden Versammlungen von Massachusetts 1780 und 1820 als auch (wie sein Vater) der American Academy of Arts and Sciences an.